# 구글 애드센스
구글 애드센스(Google AdSense)는 광고주를 위한 구글 애즈와 대비되는 구글의 광고 프로그램이다. 웹사이트 소유자는 애드센스에 가입함으로써 광고 수익을 구글과 나눌 수 있다. 광고 수익은 사용자가 애드센스 광고를 클릭함으로써 광고 게시자는 구글에 광고비를 지급하고, 구글은 그렇게 적립된 광고비를 웹사이트 제작자와 나누어 갖는다. 애드센스는 구글에 가입된 광고풀 가운데 웹페이지와 가장 연관성이 높은 광고가 나오게 되지만, 그렇지 못한 경우에 공익광고가 나오게 된다. 공익광고는 사용자가 클릭을 했다고 해도 수익이 생기지 않는다.

## 역사
구글은 2003년 3월 원래 이름이 "콘텐츠 타겟팅 광고"인 애드센스 프로그램을 시작했다. 애드센스 이름은 원래 애드센스의 경쟁 제품인 어플라이드 시맨틱스(Applied Semantics)에서 사용되었다. 이 이름은 구글이 2003년 4월 어플라이드 시맨틱스를 인수한 후 채택되었다. 일부 광고주는 애드센스가 웹페이지의 콘텐츠와 문맥적으로 관련된 광고를 게재하고 콘텐츠가 관련될 가능성이 적기 때문에 구글 애즈보다 나쁜 결과를 얻었다고 불평했다. 검색결과보다 사용자의 상업적 욕구에 더 가깝다. 예를 들어, 꽃 전용 블로그를 검색하는 사람은 꽃과 관련된 용어를 검색하는 사람보다 꽃 주문에 관심이 있을 가능성이 적다. 그 결과, 구글은 2004년에 광고주가 애드센스 네트워크를 선택 해제할 수 있도록 허용했다.
Gmail의 창립자인 폴 부셰이트는 구글의 이메일 서비스 내에 광고를 게재하려는 아이디어를 가지고 있었다. 그러나 그와 다른 사람들은 그 아이디어를 엄청나게 성공적인 제품으로 적용한 팀을 조직한 사람이 세그레기 브린의 지원을 받아 수잔 보이치키였다고 말한다. 2005년 초까지 애드센스는 구글 총 수익의 약 15%를 차지했다. 2009년에 구글 애드센스는 "여러 네트워크에서 광고를 표시하도록 설정"하는 기능을 포함하여 새로운 기능을 제공할 것이라고 발표했다. 2010년 2월부터 구글 애드센스는 보다 관련성 높은 광고를 제공하기 위해 문맥 일치 검색 기록을 사용하기 시작했다. 2014년 1월 21일, 구글 애드센스는 게시자가 광고를 직접 판매할 수 있는 도구인 직접 캠페인을 출시했다. 이 기능은 2015년 2월 10일에 중단되었다.

## 애드센스 종류

### 콘텐츠를 위한 애드센스
웹사이트 소유자는 스크립트 코드를 자신의 웹사이트에 게시함으로써 광고를 진행하게 된다. 구글에서 제공하는 광고 창에는 콘텐츠와 연관성이 있는 광고가 게재되고 사용자가 클릭을 하게 되면 수익을 얻게 된다. 즉, 애드센스용 문맥광고라고 할 수 있다.

### 검색을 위한 애드센스
웹사이트 소유자는 자신의 웹사이트에 구글에서 제공하는 검색창을 달고, 사용자가 그 창에서 검색이 이루어지고 광고를 클릭하게 되면 마찬가지로 수익을 얻게 된다..

### 추천
애드센스에는 애드센스 추천과 파이어폭스 추천이라는 두가지 프로그램이 존재한다. 주어진 배너의 소스 코드를 웹사이트에 삽입한 이후부터 사용자가 배너를 클릭해서 적절한 액션이 이루어지면 구글에서 수익을 얻을 수 있다.
애드센스 추천이란 배너를 타고 들어온 사용자가 애드센스에 가입하여 180일 이내에 100불의 수익을 올린다면 배너 게시자에게도 100불이 지급된다. 그리고, 파이어폭스 추천이란 배너를 타고 파이어폭스를 처음 설치할 경우 최대 1불의 수익이 지불된다.

### 피드를 위한 애드센스
RSS나 ATOM 같은 피드에 넣는 문맥광고로 현재 테스트중이다. 100명 이상의 구독자를 갖고 블로거나 무버블타입을 이용한다면 베타 테스터로 지원해 볼 수 있다.

### 모바일 애드센스
휴대전화 컨텐츠에 애드센스를 게재하여 광고하는 방식이다. 다른 종류와 달리, 전화번호가 광고에 나오기도 한다. 현재 미국·영국·프랑스·이탈리아·독일·스페인·러시아·네덜란드·오스트리아·인도·중국·일본에서만 모바일 애드센스 지원이 가능하다.

## 논란

### 대한민국
2007년, 불공정약관으로 인해 대한민국 공정거래위원회로부터 시정조치를 받은 적이 있다. 웃긴대학의 불공정약관 심사청구가 계기였다.
그러나 구글 측에서는 이를 시정하려는 노력을 하지 않고 있으며, 아무런 이유없이 계정이 정지하는 등의 무책임하고 불공정한 행위를 계속하여 국,내외 다수 블로거들이 피해를 보고 불만이 끊이지 않고 있지만 구글은 아무런 대응을 하지 않는 상태이다. (애드센스는 계정이 정지 당할 시 정지당하기 전까지 생겼던 수익금 전액은 구글이 몰수하게 되어있다.)

## 같이 보기
- 애드워즈
- 애드몹
- 애드포스트